# Éric Ripert
Éric Ripert (Antibes, 2 maart 1965) is een Franse chef-kok, schrijver en televisiepersoonlijkheid. Hij staat bekend vanwege zijn kunde in de Franse keuken en het werken met zeevruchten.
Ripert leerde het koken van zijn grootmoeder. Op jonge leeftijd verhuisde hij met zijn familie naar Andorra. Hij groeide hier op en keerde later terug naar Frankrijk, waar hij studeerde aan de culinaire school in Perpignan.
Het vlaggenschip van zijn restaurants is Le Bernardin in New York. Het restaurant is een van beste ter wereld en voert drie Michelinsterren. Hij presenteert het programma Avec Eric op de Amerikaanse televisiezender PBS. Het programma wordt in Nederland uitgezonden door 24Kitchen.